# Solomennaja sjljapka
Solomennaja sjljapka (russisk: Соломенная шляпка) er en sovjetisk spillefilm fra 1974 af Leonid Kvinikhidze.

## Medvirkende
- Andrej Mironov som Leonidas Fadinar
- Vladislav Strzjeltjik som Antuan Nonankur
- Zinovij Gerdt som Tardivo
- Jefim Kopeljan som Bopertjui
- Jekaterina Vasiljeva som Anais Bopertjui